# Pseudapis kophenes
Pseudapis kophenes är en biart som först beskrevs av Baker 2002.  Pseudapis kophenes ingår i släktet Pseudapis och familjen vägbin. Inga underarter finns listade i Catalogue of Life.